# لیلاواتی، همسر پاکدامن
لیلاواتی، همسر پاکدامن (به تامیلی: சதி லீலாவதி) فیلم کمدی محصول سال ۱۹۹۵ و به کارگردانی بالو ماهندرا است. در این فیلم بازیگرانی همچون رامش آراویند، کالپانا، هیرا راجاگوپال، کمال حسن، کووای سارالا و مونیکا ایفای نقش کرده‌اند.